# Bellbrook
Bellbrook – miasto w Stanach Zjednoczonych, w hrabstwie Greene, w stanie Ohio.
Liczba mieszkańców w 2000 roku wynosiła 7 009.